# تاشيا فيليبس
تاشيا فيليبس (بالإنجليزية: Ta'Shia Phillips)‏ مواليد 24 يناير 1989 في إنديانابوليس، هي لاعبة كرة سلة أمريكية. تم اختيارها من قبل فريق أتلانتا دريم خلال الدرافت. لعبت مع واشنطن ميستيكس ونيويورك ليبرتي.

## روابط خارجية
- تاشيا فيليبس على موقع الاتحاد الوطني لكرة السلة النسائية (الإنجليزية)
- تاشيا فيليبس على موقع كرة السلة الأوروبية.كوم (الإنجليزية)
- تاشيا فيليبس على موقع كلية كرة السلة في سبورتس رفرنس.كوم (الإنجليزية)
- تاشيا فيليبس على موقع بروبوليرز (الإنجليزية)
- تاشيا فيليبس على موقع سبورتس رفرنس (الإنجليزية)